# Joanne Calderwood
Joanne Calderwood (Kilmarnock, 23 dicembre 1986) è una lottatrice di arti marziali miste e thaiboxer scozzese.
Combatte nella divisione dei pesi paglia per l'organizzazione UFC.
È una pluridecorata lottatrice di Muay thai ed una delle atlete più forti del mondo nello sport, avendo vinto nella categoria dei pesi mosca il titolo mondiale ISKA, i titoli europei IKF e WKL e la cintura nazionale WBC.
Attiva nelle MMA dal 2012 nella categoria dei pesi paglia, Calderwood si distingue come una delle migliori striker del panorama mondiale.
È stata premiata Newcomer of the Year ai Women's Mixed Martial Arts Awards nel 2012 come la migliore new entry dell'anno e Fan Favorite Fighter of the Year nel 2014.

## Caratteristiche tecniche
Il punto forte di Joanne Calderwood è ovviamente lo striking grazie al suo stellare curriculum nel Muay thai: iniziò a praticare tale disciplina all'età di 13 anni assieme al fratello, e negli anni a seguire si confermò come una delle thaiboxer più forti del mondo vincendo molteplici titoli nella divisione dei pesi mosca e arrivando ad essere classificata come l'atleta di muay thai femminile numero 2 al mondo.
Nel 2012 inizia a praticare MMA unendosi al team Dinky Ninjas di Glasgow del quale fa parte il fidanzato, allenatore e manager James Doolan, e velocemente inserisce nel suo arsenale un'ottima guardia da terra e difesa dai takedown grazie anche ai buoni risultati ottenuti in diversi tornei di BJJ a livello nazionale.

## Carriera nelle arti marziali miste

### Inizi
La carriera di Joanne nelle MMA inizia solamente nel 2012 all'età di 25 anni, ma trova il modo di ottenere parecchi incontri in breve tempo.
Esordisce in febbraio con la promozione scozzese On Top dove vince per KO tecnico nel primo round contro Noëlia Molina.
Nemmeno tre mesi dopo viene chiamata in India per combattere nella SFL contro la popolare e favorita striker ucraina Lena Ovchynnikova (record: 8-1): Joanne ebbe più problemi del previsto in piedi ma dimostrò doti sorprendenti nel grappling, ottenendo una meritata vittoria per decisione unanime.
In giugno ottiene la terza vittoria consecutiva per KO tecnico contro la grappler francese Ainara Mota.

### Invicta Fighting Championships
Sempre nel 2012 si unisce alla divisione dei pesi paglia nella neonata organizzazione statunitense Invicta FC, promozione solamente femminile che puntava a diventare la lega di riferimento delle WMMA.
Debuttò in ottobre con l'evento Invicta FC 3: Penne vs. Sugiyama contro la quotata Ashley Cummins, una pluricampionessa statunitense di MMA con un record di 8-0 come dilettante e 3-0 come professionista, detentrice delle cinture HOOKnSHOOT, Tuff-N-Uff, MFL e XFL: Calderwood la mise KO con una ginocchiata nel primo round, ottenendo il premio Knockout of the Night.
Nel gennaio 2013 Joanne era già classificata tra i primi 10 pesi paglia al mondo e avrebbe dovuto affrontare la star australiana Bec Hyatt in un evento che ospitava la sfida per il titolo di categoria tra Carla Esparza e Ayaka Hamasaki, ma quest'ultima non poté competere per la cintura in quanto era impegnata nella difesa del titolo giapponese Jewels e la sostituta brasiliana Cláudia Gadelha diede forfait per infortunio, così l'Invicta propose a Joanne un'immediata sfida per il titolo contro Carla Esparza, ma l'atletà scozzese si rifiutò di lottare per il titolo con così poco preavviso e così ad accettare la sfida titolata contro Esparza fu l'avversaria Bec Hyatt mentre Jo Jo affrontò l'austriaca Livia von Plettenberg (record: 1-0); Joanne s'impose nettamente con una gran dimostrazione tecnica di muay thai.
Il contratto di due incontri con l'Invicta FC terminò e Calderwood venne ingaggiata dalla promozione britannica Cage Warriors per un singolo incontro nella sua Glasgow contro la veterana statunitense Sally Krumdiack (record: 9-6): Calderwood vinse per KO tecnico durante la prima ripresa.
Nel frattempo rinnovò il contratto con l'Invicta FC e in luglio avrebbe dovuto affrontare la top fighter e campionessa di BJJ Cláudia Gadelha per un posto come prossimo contendente al titolo che era nelle mani di Carla Esparza, ma nello stesso evento Esparza, che avrebbe dovuto difendere il titolo contro Ayaka Hamasaki, s'infortunò e quindi Gadelha venne scelta per affrontare Hamasaki in un match valido per il posto di contendente #1, mentre a Joanne toccò la navigata Sarah Schneider (record: 6-6); la stessa Schneider diede forfait a causa di un infortunio e quindi l'avversaria fu la wrestler Norma Rueda Center (record: 2-0): Calderwood dimostrò un'ottima difesa dai takedown ed un buon grappling in generale, e vinse meritatamente per decisione unanime dei giudici di gara con i punteggi 30-27, 29-28 e 29-28.
In dicembre affrontò l'imbattuta esperta di grappling e top 10 di categoria Katja Kankaanpää, vincendo ancora per decisione unanime con tutti i giudici che diedero due round su tre alla scozzese.

### Ultimate Fighting Championship
Nel dicembre 2013 la prestigiosa promozione UFC mise sotto contratto 11 lottatrici dei pesi paglia Invicta FC allo scopo di creare la nuova divisione femminile nella promozione e di lanciare una stagione del reality show The Ultimate Fighter incentrata su tali atlete: Joanne Calderwood fu tra le scelte di Dana White.
Nel primo turno del torneo Joanne, numero 2 nel draft delle squadre, affronta la sfavorita numero 15 Emily Kagan (record: 3-1), vincendo per decisione di maggioranza dei giudici di gara, due dei quali assegnarono entrambi i round alla thaiboxer scozzese.
L'avventura di Joanne nel reality show terminò nei quarti di finale quando venne sconfitta per sottomissione durante la seconda ripresa dalla giovane e talentuosa Rose Namajunas; nonostante la sconfitta al termine della stagione entrambe le atlete ottennero il premio Fight of the Season.
Nel match di debutto in UFC affrontò e sconfisse con merito l'ex campionessa dei pesi atomo Deep Jewels Ham Seo-Hee. Mentre ad aprile del 2015 venne sconfitta da Maryna Moroz per sottomissione al primo round.
A luglio avrebbe dovuto affrontare l'australiana Bec Rawlings in Scozia. Tuttavia, quest'ultima, subì un infortunio il giorno prima dell'evento e in seguito venne sostituita da Cortney Casey. Vinse per decisione unanime in un match molto combattuto fin dal primo round; nell'ultima e decisiva ripresa mise a segno varie combinazioni che la portarono alla vittoria. Entrambe le atlete ottennero il riconoscimento Fight of the Night.
A dicembre avrebbe dovuto affrontare Paige VanZant nel main event di UFC Fight Night 80. Tuttavia, il 28 ottobre, venne rimossa dall'evento e sostituita da Rose Namajunas.
Il 18 giugno del 2016 affrontò, nel primo match della categoria dei pesi mosca femminili in UFC, Valerie Letourneau. A poco più di due minuti dall'inizio del terzo round, Joanne andò a segno con un calcio frontale al corpo sfiancando vistosamente la sua avversaria, per poi finalizzarla con una serie di pugni.
A settembre affrontò Jéssica Andrade in un incontro di pesi paglia, all'evento UFC 203. Venne sconfitta per sottomissione al primo round.

### Risultati nelle arti marziali miste
Gli incontri segnati su sfondo grigio si riferiscono ad incontri di esibizione non ufficiali o comunque non validi per essere integrati nel record da professionista.
| Risultato | Record | Avversario            | Metodo                               | Evento                                  | Data              | Round | Tempo | Città                        | Note                                            |
| --------- | ------ | --------------------- | ------------------------------------ | --------------------------------------- | ----------------- | ----- | ----- | ---------------------------- | ----------------------------------------------- |
| Sconfitta | 15-7   | Taila Santos          | Sottomissione (rear-maked choke)     | UFC Fight Night: Vieira vs. Tate        | 20 novembre 2021  | 1     | 4:49  | Las Vegas, Stati Uniti       |                                                 |
| Sconfitta | 15-6   | Lauren Murphy         | Decisione (non unanime)              | UFC 263: Adesanya vs. Vettori 2         | 24 ottobre 2020   | 3     | 5:00  | Glendale, Stati Uniti        |                                                 |
| Vittoria  | 15-5   | Jessica Eye           | Decisione (unanime)                  | UFC 247: Poirier vs. McGregor 2         | 24 gennaio 2021   | 3     | 5:00  | Abu Dhabi, Emirati Arabi     |                                                 |
| Sconfitta | 14-5   | Jennifer Maia         | Sottomissione (armbar)               | UFC Fight Night: Brunson vs. Shahbazyan | 1 agosto 2020     | 1     | 4:29  | Las Vegas, Stati Uniti       |                                                 |
| Vittoria  | 14-4   | Andrea Lee            | Decisione (non unanime)              | UFC 242: Khabib vs. Poirier             | 7 settembre 2019  | 3     | 5:00  | Abu Dhabi, Emirati Arabi     |                                                 |
| Sconfitta | 13-4   | Katlyn Chookagian     | Decisione (unanime)                  | UFC 238: Cejudo vs. Moraes              | 8 giugno 2019     | 3     | 5:00  | Chicago, Stati Uniti         |                                                 |
| Vittoria  | 13-3   | Ariane Lipski         | Decisione (unanime)                  | UFC Fight Night: Cejudo vs. Dillashaw   | 19 gennaio 2019   | 3     | 5:00  | Brooklyn, Stati Uniti        |                                                 |
| Vittoria  | 12-3   | Kalindra Faria        | Sottomissione (triangle choke)       | UFC Fight Night: Gaethje vs. Vick       | 25 agosto 2018    | 1     | 4:47  | Lincoln, Stati Uniti         | Ritorno nei pesi mosca                          |
| Sconfitta | 11-3   | Cynthia Calvillo      | Decisione (unanime)                  | UFC Fight Night: Nelson vs. Ponzinibbio | 16 luglio 2017    | 3     | 5:00  | Glasgow, Scozia              | Incontro catchweight (118 lbs)                  |
| Sconfitta | 11-2   | Jéssica Andrade       | Sottomissione (ghigliottina)         | UFC 203: Miocic vs. Overeem             | 10 settembre 2016 | 1     | 4:38  | Cleveland, Stati Uniti       |                                                 |
| Vittoria  | 11-1   | Valerie Letourneau    | KO Tecnico (calcio al corpo e pugni) | UFC Fight Night: MacDonald vs. Thompson | 18 giugno 2016    | 3     | 2:51  | Ottawa, Canada               | Incontro di Pesi Mosca                          |
| Vittoria  | 10-1   | Cortney Casey         | Decisione (unanime)                  | UFC Fight Night: Bisping vs. Leites     | 18 luglio 2015    | 3     | 5:00  | Glasgow, Scozia              | Fight of the Night                              |
| Sconfitta | 9-1    | Maryna Moroz          | Sottomissione (armbar)               | UFC Fight Night: Gonzaga vs. Cro Cop 2  | 11 aprile 2015    | 1     | 1:30  | Cracovia, Polonia            |                                                 |
| Vittoria  | 9-0    | Ham Seo-Hee           | Decisione (unanime)                  | The Ultimate Fighter 20 Finale          | 12 dicembre 2014  | 3     | 5:00  | Las Vegas, Stati Uniti       | Debutto in UFC                                  |
| Sconfitta | NU     | Rose Namajunas        | Sottomissione (kimura)               | The Ultimate Fighter 20                 | 3 dicembre 2014   | 2     | 2:04  | Las Vegas, Stati Uniti       | Torneo dei Pesi Paglia TUF 20, Quarti di finale |
| Vittoria  | NU     | Emily Kagan           | Decisione (maggioranza)              | The Ultimate Fighter 20                 | 17 settembre 2014 | 2     | 5:00  | Las Vegas, Stati Uniti       | Torneo dei Pesi Paglia TUF 20, Primo turno      |
| Vittoria  | 8–0    | Katja Kankaanpää      | Decisione (unanime)                  | Invicta FC 7: Honchak vs. Smith         | 7 dicembre 2013   | 3     | 5:00  | Kansas City, MO, Stati Uniti |                                                 |
| Vittoria  | 7–0    | Norma Rueda Center    | Decisione (unanime)                  | Invicta FC 6: Coenen vs. Cyborg         | 13 luglio 2013    | 3     | 5:00  | Kansas City, MO, Stati Uniti |                                                 |
| Vittoria  | 6–0    | Sally Krumdiack       | KO Tecnico (pugni)                   | Cage Warriors 53                        | 13 aprile 2013    | 1     | 3:08  | Glasgow, Regno Unito         |                                                 |
| Vittoria  | 5–0    | Livia von Plettenberg | Decisione (unanime)                  | Invicta FC 4: Esparza vs. Hyatt         | 5 gennaio 2013    | 3     | 5:00  | Kansas City, KS, Stati Uniti |                                                 |
| Vittoria  | 4–0    | Ashley Cummins        | KO (ginocchiata)                     | Invicta FC 3: Penne vs. Sugiyama        | 6 ottobre 2012    | 1     | 3:13  | Kansas City, KS, Stati Uniti | Debutto in Invicta FC                           |
| Vittoria  | 3–0    | Ainara Mota           | KO Tecnico (pugni)                   | On Top 5                                | 2 giugno 2012     | 2     | 2:46  | Glasgow, Regno Unito         |                                                 |
| Vittoria  | 2–0    | Lena Ovchynnikova     | Decisione (unanime)                  | Super Fight League 3                    | 6 maggio 2012     | 3     | 5:00  | Nuova Delhi, India           |                                                 |
| Vittoria  | 1–0    | Noëlia Molina         | KO Tecnico (pugni)                   | On Top 4                                | 25 febbraio 2012  | 1     | 3:13  | Glasgow, Regno Unito         |                                                 |